# Halorates sexastriatus
Halorates sexastriatus là một loài nhện trong họ Linyphiidae.
Loài này thuộc chi Halorates. Halorates sexastriatus được Fei, Gao & Jun Chen miêu tả năm 1997.